# Équipe d'Estonie féminine de volley-ball
L'équipe d'Estonie féminine de volley-ball est composée des meilleures joueuses estoniennes sélectionnées par la Fédération estonienne de volley-ball (EVL : Eesti Võrkpalli Liit). Elle est actuellement classée au 52e rang de la Fédération internationale de volley-ball au 11 juillet 2022.

## Sélection actuelle
Sélection pour les Qualifications aux championnats du monde de 2010.
Entraîneur : Peeter Vahtra  ; entraîneur-adjoint : Rein Mõnnakmäe 

## Palmarès et parcours

### Palmarès
Néant